# ألبرتو هرنانديز
ألبرتو هرنانديز هو لاعب كرة قاعدة كوبي، ولد في 9 فبراير 1968 في هولغوين في كوبا.

## وصلات خارجية
- ألبرتو هرنانديز على موقعبيزبول رفرنس.كوم (الدوري الثانوي) (الإنجليزية)
- ألبرتو هرنانديز على موقع أوليمبيديا (الإنجليزية)